# Paulo Vinícius
Paulo Vinícius de Souza Nascimento (Cuiabá, 12 de agosto de 1984) é um futebolista brasileiro, que joga habitualmente em posições defensivas (maioritariamente, como defesa-central). Atualmente está sem clube.

## A sua carreira
Paulo Vinícius de Souza Nascimento iniciou a sua carreira profissional em 2005, no Grêmio Anápolis do Brasil, onde se manteve por duas épocas

### Santa Clara
O central brasileiro, foi contratado ao Grémio Anápolis pelo Santa Clara na época 2006/07, onde fez 30 jogos. Desses 30, 28 foram feitos na II Liga Portuguesa e apenas 2 na Taça de Portugal. Ao todo, marcou 1 golo, frente ao Gil Vicente, levou 6 amarelos e 1 cartão vermelho.
Nessa época, o clube madeirense acabou a Liga em 4.º lugar.

### Leixões
Na época seguinte, foi contratado pelo Leixões, clube que tinha subido nessa época para a Primeira Liga. No entanto, não se conseguiu afirmar no clube. Fez apenas 2 jogos e, na janela de transeferências de inverno, foi emprestado ao Olhanense, onde fez 14 jogos e marcou 2 golos.

### União de Leiria
Terminado o empréstimo ao Olhanense, o União de Leiria adquiriu o brasileiro a custo zero. Na primeira época em 2008-2009, Paulo Vinícius fizera 27 jogos (entre II Liga e Taça da Liga) e marcara 1 golo, ajudando o clube a subir à Primeira Divisão
Na segunda época em que esteve ao serviço do União de Leiria, fez 34 jogos (mais uma vez, entre Taça da Liga e Campeonato) e marcou 3 golos, dois na Liga e um na Taça da Liga.
Na penúltima época, fez 26 jogos nas 3 competições nacionais e marcou apenas um golo. Já na última época, marcou 3 golos e fez 7 jogos na Liga Europa, 11 na Liga Portuguesa e 2 na "prova rainha"

### SC Braga
Contratado ao União de Leiria, o jogador brasileiro pouco demorou a afirmar-se no clube bracarense, tendo feito 20 jogos (11 no Campeonato, 7 na Liga Europa e 2 na Taça de Portugal) e marcado 3 golos na primeira época.
Na época de 2012/13, fez 31 jogos (6 na Champions League, 20 na Liga Portuguesa, 2 na Taça de Portugal e 3 na Taça da Liga) e marcou apenas 1 golo, no campeonato frente ao Vitória de Guimarães
Na sua última época ao serviço dos guerreiros do Minho fez, no total, 10 jogos na Liga e na Taça de Portugal, tendo marcado 1 golo

### Operário-MT
Foi a custo zero para o emblema brasileiro, mas não foi titular indiscutível, tendo feito apenas 2 jogos.

### Boavista
Mais uma vez, chega a custo zero a um clube. Desta vez, aos axadrezados que estão na sua segunda época consecutiva na Primeira Divisão Portuguesa. Foi anunciado no dia 1 de julho de 2015 no clube do Porto

## Palmarés
Aos 30 anos de idade, o central brasileiro tem apenas um título no seu palmarés, a Taça da Liga 2012/13. Este foi ganho no Sporting de Braga.